# Feinschnitt
Als Feinschnitt wird die Fertigstellung des Schnitts eines Films bezeichnet. Der Feinschnitt folgt unmittelbar auf den Rohschnitt oder die Rohschnittabnahme.
Im Rohschnitt werden die Reihenfolge der Szenen und Einstellungen sowie die Grundstruktur der Geschichte festgelegt. Im Feinschnitt muss der Editor jeden einzelnen Schnitt, jeden Übergang (siehe: Filmschnitt: Überblendung etc.) genauestens prüfen und festlegen. Jedes Einzelbild mehr oder weniger kann eine Veränderung bedeuten. Der Picture Lock bezeichnet den Zeitpunkt, ab dem der Filmschnitt nicht mehr verändert wird.
Ein Großteil der Schnitte in modernen Filmen sind Unsichtbare Schnitte. Für solche Schnitte ist es notwendig, den perfekten Moment für das Umschneiden zu finden, damit der Schnitt dem Zuschauer nicht mehr auffällt. Wo kein Unsichtbarer Schnitt stattfindet, wird im Feinschnitt festgelegt, welche Schnitte oder Überblendungen verwendet werden (siehe: Filmschnitt: Montagemuster und Montageartikulation) und wie mit ihnen die größtmögliche Wirkung erzielt werden kann.
Im Feinschnitt werden auch das Tempo und der Rhythmus sowohl der Einstellungen, der Szenen als auch des Films endgültig festgelegt. Die Arbeit am Feinschnitt erfordert vom Editor, dass er gleichzeitig minutiös jedes einzelne Bild betrachtet, jeden Schnitt immer und immer wieder durchleuchtet und dennoch genug Abstand bewahrt, um den Blick des Publikums – dem viele Dinge auch entgehen und dem es um einen runden Gesamteindruck geht – nicht aus den Augen zu verlieren.